# پاولینا گایتان
پاولینا گایتان (اسپانیایی: Paulina Gaitán‎؛ زادهٔ ۱۹ فوریهٔ ۱۹۹۲) یک هنرپیشه اهل مکزیک است. وی از سال ۲۰۰۴ میلادی تاکنون مشغول فعالیت بوده‌است.
از فیلم‌ها یا برنامه‌های تلویزیونی که وی در آن نقش داشته است می‌توان به مبادله و نارکس اشاره کرد.